# Aeroporto Brigadier Mayor César Raúl Ojeda
O Aeroporto Brigadier Mayor César Raúl Ojeda (IATA: LUQ, ICAO: SAOU) serve a cidade de  San Luis, província de San Luis, Argentina. Está localizado a 4 km do centro da cidade.
O aeroporto possui 88,500 m² de pistas,  1,000 m² de terminal, 55,100 m² de pistas de taxi e um estacionamento para 46 carros. É operado pela Aeropuertos Argentina 2000.

## Terminal
| Companhias            | Destinos                            |
| --------------------- | ----------------------------------- |
| Aerolíneas Argentinas | Buenos Aires-Aeroparque, San Rafael |
| Sol Líneas Aéreas     | Buenos Aires-Aeroparque, Merlo      |